# Fridolf

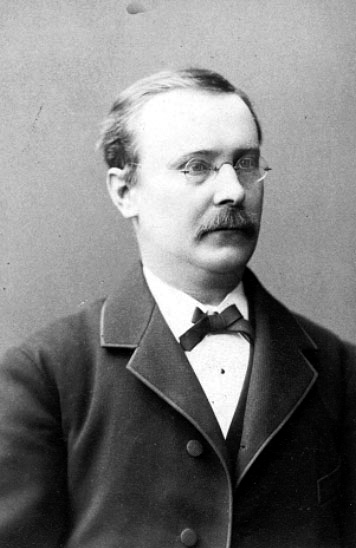
Fridolf Ödberg, 1883.

Fridolf är ett mansnamn med tyskt ursprung. 
Bildat av fridu 'fred' och wolf 'varg'. 
En äldre alternativ stavning är Fridulf. 
Namnet har använts i Sverige sedan 1700-talet och fanns då i almanackan. Det återinfördes 1986 men är ganska ovanligt, speciellt som tilltalsnamn. Den 31 december 2008 fanns det totalt 566 personer i Sverige med namnet, varav 68 med det som tilltalsnamn.
År 2003 fick 13 pojkar namnet, varav 5 fick det som tilltalsnamn.
Namnsdag: 12 januari  (sedan 1986). I den finlandssvenska namnsdagslängden har Fridolf namnsdag 22 januari sedan 1929, då en egen namnsdagskalender togs i bruk för finlandssvenskar.

## Personer med namnet Fridolf
- Fridolf Lundberg, tonsättare
- Fridolf Rhudin, skådespelare och komiker
- Fridolf Thapper, politiker (s), riksdagsman, talman
- Fridolf Wallin, chefredaktör
- Fridolf Wijnbladh, arkitekt
- Fridolf Ödberg, historiker